# Wandbildaktion (1949)
Als Dresdner Wandbildaktion ging eine Veranstaltung des Jahres 1949 in die DDR-Kunstgeschichte ein.

## Verlauf
Anlässlich der 2. Deutschen Kunstausstellung 1949 in Dresden entschied die künstlerische Leitung der Ausstellung, für die Ausstellung eine Reihe von Wandbildern in Auftrag zu geben. Die erste Anregung für diese Idee kam wohl vom Bildhauer Eugen Hoffmann. Er meinte, Maler sollten beauftragt werden, Themen zu bearbeiten, die mit dem Zweijahrplan in der Ostzone in Verbindung stehen. In der ausführlichen Diskussion schlug Mart Stam, der Leiter der Dresdener Kunsthochschule, vor, Kollektive zu beauftragen. Der Vorsitzende der Auftragskommission für künstlerische Arbeiten im Land Sachsen, Gert Caden, verwies auf die Erfahrungen der Mexikanischen „Maler-Syndikate“. Nach der Entscheidung ging die Ausstellungsleitung auf die Suche nach Malern, die erreichbar und mit der Gestaltung von Wandbildern vertraut sein mussten. Insbesondere Mitglieder der Dresdener Gruppe „Das Ufer“ zeigten ihr Interesse. Die ausgewählten Künstler erhielten für die Arbeit finanzielle Mittel und Materialien. Sie hatten damit in dieser schweren Zeit nicht nur einen künstlerischen Auftrag, sondern auch einen Beitrag zur Sicherung ihres Lebensunterhalts. Die Maler begaben sich dann für Studien in Betriebe. Die Bilder wurden in den Ateliers der Dresdener Staatlichen Akademie der bildenden Künste auf Hartfaserplatte ausgeführt und auf der 2. Deutschen Kunstausstellung gezeigt. In der zeitgenössischen Rezeption ist jedoch nur von 10 Bildern die Rede. Im Zuge der einsetzenden Formalismus-Debatte gerieten sie jedoch unter Beschuss. So schrieb z. B. der Kulturfunktionär Stefan Heymann in einem „vertraulichen“ Schreiben an Wilhelm Pieck: „Die Ausstellung ist, wie die Kunstkritiker unserer Presse bereits feststellten, eine Schau des Formalismus. Neue Ansätze sind fast überhaupt nicht vertreten, die gesamte Ausstellung ist ein schreiender Widerspruch zu der demokratischen Entwicklung in unserer Zone.“
Es konnten nur zwei der Arbeiten verkauft werden. Die übrigen wurden Ende der 1950er Jahre zerschnitten, und die Plattenteile wurden zu Ausstellungswänden umfunktioniert.

## Beteiligte Künstler und ihre Werke
- Wilhelm Lachnit: „Begegnung“
- Hans Kinder: „Tanz“
- Willy Jahn: „Neubauern“
- Rudolf Bergander, Walther Meinig, Franz Nolde: „Meißen-Keramik“
- Erich Gerlach, Kurt Schütze: „Berufsschulung“[2]
- Rene Graetz, Arno Mohr, Horst Strempel: „Metallurgie Hennigsdorf“[3]
- Max Erich Nicola, Jürgen Seidel: „Feinmechanik Zeiß-Ikon“[4]
- Hainz Hamisch, Alfred Hesse, Rolf Krause: „Stahlwerk Riesa“
- Karl Erich Schaefer, Paul Sinkwitz, Willy Wolf: „Reichsbahn-Ausbesserungswerk“[5]
- Hans Christoph, Martin Hänisch, Werner Hofmann: „Kohle. Paul -Berndt-Schacht“
- Fritz Tröger, Willy Illmer, Siegfried Donndorf: „Großkraftwerk Hirschfelde“[6]
- Max Möbius, Fritz Skade: „Maschinen-Ausleih-Station“[7]